# Burg Bevergern
Die Burg Bevergern, eine abgegangene Burganlage im heutigen Ortskern der Ackerbürgerstadt Bevergern (ein Stadtteil von Hörstel) in der westfälischen Region Tecklenburger Land im heutigen Kreis Steinfurt. Sie wurde 1680 von Ferdinand II. von Fürstenberg, Bischof von Münster, gesprengt.

## Geschichte

### Die Burg
Über den Anfang der Burg existieren zwei verschiedene Theorien: Entweder wurde sie in der 1. Hälfte des 12. Jahrhunderts durch den Bischof von Münster oder in der 1. Hälfte des 14. Jhs. durch die Grafschaft Tecklenburg erbaut. 1385 wurde Bevergern durch Münsteraner Truppen erobert. 1387 erfolgte die Rückgabe der Burg an Graf Otto VI. von Tecklenburg. Am 25. Oktober 1400 muss der Graf Nikolaus II. von Tecklenburg  die Burg Bevergern mit Teilen seiner Grafschaft abgeben. Sie fiel dem Bischof von Münster zu. Danach baute Bischof Otto IV. von Hoya die Burg zu Beginn des 15. Jahrhunderts zu einer Kastellburg in der Art anderer Münsteraner Landesburgen aus. 1457 ging die Burg an den Gegenbischof Erich I. von Münster, 1466 an den Herzog von Kleve. Von Dezember 1535 bis Januar 1536 wurde der Wiedertäufer Jan van Leiden in der Burg gefangen gehalten. Im Anschluss wurde er hingerichtet und sein Körper als Exempel in einem Korb an der Lambertikirche aufgehängt. Weitere „Täufer“ sollen in der Burg eingesessen haben und auf dem Galgenkamp zwischen Bevergern und Rodde hingerichtet worden sein. Die Burg diente zu dieser Zeit als Sitz von Drost und Rentmeister des Amtes Bevergern. Im Jahr 1560 fanden unter Bischof Bernhard von Raesfeld Umbauten statt, unter anderem wurde damals wohl der Renaissancegiebel an das Herrenhaus angefügt.

### Der Dreißigjährige Krieg

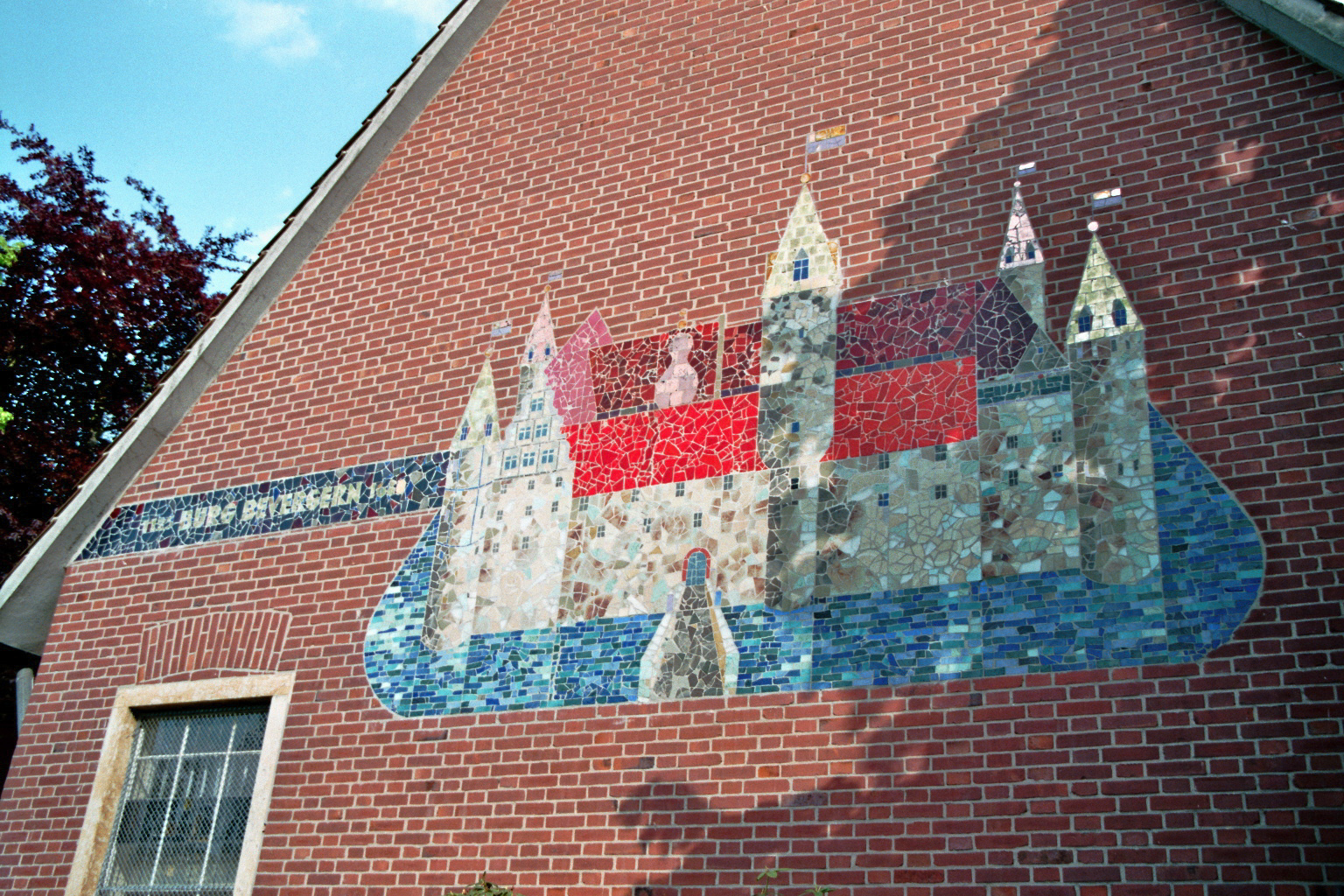
Mosaikbild der alten Burg Bevergern an der St.-Antonius-Grundschule in Bevergern

Durch den Dreißigjährigen Krieg wurde die Zeit in der Burg unruhiger.
Von 1634 bis 1652 gehörte die Burg den Oraniern, die so ihren Anspruch auf die Grafschaft Tecklenburg geltend machen wollten. Im Jahre 1637 kam Bevergern kurzzeitig wieder in Besitz des Bischofs von Münster. Mit Ende des Krieges mit dem Westfälischen Frieden von Osnabrück und Münster wurden die Burg und der Ort wieder Münster zugesprochen. Trotz dieser Entscheidung wurde die Besetzung der Burg fortgesetzt. Am 28. August 1652 eroberten sieben Soldaten des Bischofs von Münster mit einer List die Burg.
Die genaue Geschichte ist im Buch Sagen und Geschichten aus dem Tecklenburger Land von Friedrich Ernst Hunsche nachzulesen. Der Drost von Rheine und seine Leute sollen als Jagdausflug getarnt in die Nähe der Burg gelangt sein, wo schon ihre Verbündeten auf der Burg die Wachmannschaft überwältigt haben. Die Burgbesatzer wurden ohne Waffen nach Lingen geschickt. Am 15. Februar 1659 zahlte der Bischof von Münster dem Prinz von Oranien 120.000 Taler für den Verzicht auf die Burg und Bevergern. 
Im Zeitraum vom 6. bis 15. März 1680 wurde die Burg von Bischof Ferdinand II. gesprengt aus Sorge, die Holländer könnten von Lingen aus die Burg wieder besetzen. Die Steine der Burg wurden für Bauten in der Umgebung verwendet (vermutlich z. B. beim Bau der Pfarrkirche St. Ludgerus in Elte, der alten Kirche St. Johannes Baptist in Mesum oder der Bönekerskapelle in Rheine). 1910 wurden erstmals wieder Reste der alten Burg beim Bau eines Hauses gefunden. In der Altstadt sind die Grundmauern heute im Boden kenntlich gemacht.

## Beschreibung
Auf Bildquellen ist die vollständig verschwundene spätmittelalterliche Burg als rechteckige, vierflügelige Anlage mit vier Ecktürmen und einem großen Turm an der Nordseite überliefert. Ihre Größe betrug ca. 60 × 45 m. Der Turm stammt vermutlich noch von der Vorgängeranlage. Innen an der mit einem Wehrgang versehenen Ringmauer stehen die einzelnen Gebäude, das Hauptgebäude offensichtlich im Osten. Die weiteren Bauten sind auf einem Grundrissplan von 1680 als Kommandantenhaus, Kapelle, Schmiede, Pferdestall, Viehhaus, Brauhaus, Wachhaus und kleiner Hofsaal bezeichnet. Die Burg ist von einem Wassergraben umgeben, die Zugang erfolgt über eine Zugbrücke im Norden. Dort befindet sich auch die Vorburg. 